# Heteroglenea glechoma
Heteroglenea glechoma là một loài bọ cánh cứng trong họ Cerambycidae.